# Teramnus micans
Espèce
Synonymes
- Glycine cyanea De Wild.[1]
- Glycine micans Baker[1]
- Teramnus micans var. cyaneus (De Wild.) Hauman[1]
- Teramnus stolzii Baker f.[1]

Teramnus micans est une espèce de plantes à fleurs de la famille des Fabaceae et du genre Teramnus, présente dans de nombreux pays d'Afrique tropicale.

## Liste des variétés
Selon Tropicos (17 juin 2020) (Attention liste brute contenant possiblement des synonymes) :
- variété Teramnus micans var. cyaneus (De Wild.) Hauman
- variété Teramnus micans var. fagifolius Hauman
- variété Teramnus micans var. micans